# Computers Take Over The World
Computadoras se apoderan del mundo (en inglés: «Computers Take Over The World») es una canción realizada por el DJ y productor neerlandés Armin van Buuren. Forma parte del octavo álbum de estudio de van Buuren Feel Again. Fue lanzado el 9 de septiembre de 2022.
El tema es totalmente creada por Inteligencia Artificial.  Las voces de "Computers Take Over The World" fueron generadas por el asistente de voz de una MacBook.
Fue lanzado por primera vez en el Electric Daisy Carnival de Las Vegas en Estados Unidios, incluidos Ultra Europe y Tomorrowland .Aborda la controvertida posibilidad de que la tecnología musical potenciada por la Inteligencia Artificial y el aprendizaje automático, sean capaces de volver redundante el trabajo del propio Van Buuren, dice : «En realidad, creé la letra de  tras experimentar con el asistente de voz en mi portátil. Me divirtió la idea de cómo sonaría la cosa al leerla con esa voz robótica, y pensé que sería divertido producir una canción tonta sobre cómo los ordenadores pueden hacer casi cualquier cosa hoy día».
Actualmente el video de «Computers Take Over The World» en Youtube; cuenta  con más de 350 K de reproducciones.
Forma parte del documental autobiográfico This Is Me en 2022.